# Minerve-klass
Minerve-klassen var en klass av ubåtar som byggdes för den franska flottan före andra världskriget.
Klassen var baserad på det franska Amiralitetets 630-serie, men med kraftigare maskineri och tyngre bestyckning. Klassen hade sex interna 55 cm torpedtuber (fyra i fören och två i aktern) och tre 40 cm torpedtuber monterade externt på ett rörligt trippelfäste.
Minerve och Junon beslagtogs av britterna i juli 1940, efter slaget om Frankrike, och överlämnades till de fria franska styrkorna i september samma år, och tjänstgjorde under hela kriget. Minervegick på grund utanför Chesil Beach i september 1945, medan Junon återvände till Frankrike och tjänstgjorde fram till 1954.
De övriga fyra båtarna förblev under Vichys kontroll fram till november 1942, då Pallas och Cérès sänktes i Oran och Vénus sänktes i Toulon, medan Iris seglade till den neutrala hamnen Cartagena och internerades där till efter krigsslutet. Hon återlämnades till Frankrike i november 1945 och förblev i tjänst fram till 1950.

## Ubåtar i klassen
- Minerve (Q185)[1]

Varv: Arsenal de Cherbourg, Cherbourg
Kölsträckt: 17 augusti 1931
Sjösatt: 23 oktober 1934
Levererad: 15 september 1936
Öde: Förlist den 19 september 1945
- Junon (Q186)[2]

Varv: Chantiers et Ateliers Normand, Le Havre
Kölsträckt: 9 juni 1932
Sjösatt: 15 september 1935
Levererad: 20 september 1937
Avvecklad: 6 december 1954
Öde: Skrotad, 1960
- Vénus (Q187)[4]

Varv: Chantiers Worms, Rouen
Kölsträckt: 27 juni 1932
Sjösatt: 6 april 1935
Levererad: 15 november 1936
Öde: Sänkt i Toulon den 27 november 1942
- Iris (Q188)[5]

Varv: Chantiers Worms, Rouen
Kölsträckt: 27 juni 1932
Sjösatt: 6 april 1935
Levererad: 15 november 1936
Öde: Sänkt i Toulon den 27 november 1942
- Pallas (Q189)[6]

Varv: Chantiers et Ateliers Normand, Le Havre
Kölsträckt: 19 oktober 1936
Sjösatt: 25 augusti 1938
Levererad: 12 juni 1939
Öde: Sänkt i Oran den 9 november 1942
- Cérès (Q190)[7]

Varv: Chantiers Worms, Rouen
Kölsträckt: 8 augusti 1936
Sjösatt: 9 december 1938
Levererad: 15 juli 1939
Öde: Sänkt i Oran den 9 november 1942